# به پیش
به پیش (به انگلیسی: Onward) یک پویانمایی رایانه‌ای سه‌بعدی در ژانر فانتزی و ماجراجویی به نویسندگی و کارگردانی دن اسکنلون و بیست و دومین فیلم بلند پیکسار است. به پیش توسط پیکسار ساخته شده و والت دیزنی پیکچرز آن را در ۶ مارس سال ۲۰۲۰ منتشر کرد. علی‌رغم تحسین منتقدان به پیش عملکرد ضعیفی در گیشه داشت و جزو معدود آثار پیکسار است که شکست در گیشه را تجربه کرده‌است که دلیل آن هم هم‌زمانی اکران فیلم با شیوع ویروس کرونا در جهان و عواقب آن از جمله تعطیلی سینماها در بسیاری از کشورها از جمله چین، اصلی‌ترین دلیل شکست فیلم در گیشه است. بعد از تعطیلی رسمی سینماها و برای جلوگیری از ضرر بیش‌تر، والت دیزنی تنها دو هفته بعد از اکران فیلم، نسخه دیجیتالی آن را روانه بازار کرد. این فیلم داستان دو برادر الف به نام‌های ایان و بارلی را در حومه جهانی فانتزی دنبال می‌کند که یک ماجراجویی فوق‌العاده را برای اینکه دریابند آیا هنوز کمی جادو در این جهان وجود دارد یا خیر، آغاز می‌کنند. تام هالند و کریس پرت از صداپیشگان اصلی این فیلم هستند.
این انیمیشن بر اساس زندگی واقعی دن اسکنلون، ساخته شده‌است؛ رابطه ایان و بارلی، شخصیت‌های اصلی فیلم از رابطه دن اسکنلون و برادرش زمانی که کوچک بودند و پدرشان فوت کرده‌بود، الهام گرفته شده‌است. اسکنلون پس از شنیدن یک نوار صوتی از پدرش، تصمیم گرفت داستانی را با الهام از زندگی واقعی خود بنویسد.
به پیش نامزد دریافت جایزه گلدن گلوب، جایزه بفتا و جایزه اسکار بهترین فیلم پویانمایی و نامزد جایزه گرمی شد.

## داستان
در زمان‌های قدیم، دنیایی سرشار از شگفتی وجود داشت، پرماجرا و هیجان‌انگیز بود و بهتر از همه این‌ها جادو وجود داشت و جادو به همه وقتی که همه به کمک نیاز داشتند، یاری می‌رساند. اما تسلط داشتن به آن کار آسانی نبود و دنیا هم روش ساده‌ای برای مدیریت از طریق علم انتخاب‌کرد. با گذر زمان جادو ناپدیدشد.
در دنیای مدرن، دو برادر الف به نام‌های ایان و بارلی در جهانی فانتزی زندگی می‌کنند. ایان فرزند کوچک‌تر و دانش‌آموز دبیرستانی است که اعتمادبه‌نفس ندارد و بارلی فرزند بزرگتر است که علاقه زیادی به تاریخ و دنیای فانتزی و جادو دارد. پدر آن‌ها، ویلدن، قبل از تولد ایان براثر بیماری درگذشته است. در تولد شانزده سالگی ایان، مادرش کادو تولد او را که از طرف پدرش برای شانزده سالگی او بود، هدیه می‌دهد: یک عصای جادویی با سنگ ققنوس و یک ورد، که در صورت اجرا شدن درست ورد، پدر آن‌ها به مدت یک روز به زندگی برمی‌گردد. بارلی تلاش می‌کند تا ورد را اجرا کند اما تلاش او بیهوده بود و پس از اینکه همه ناامید می‌شوند، ایان به طور اتفاقی ورد را اجرا می‌کند و قبل از اینکه پدر آن‌ها به طور کامل ظاهر شود، سنگ ققنوس می‌شکند و پدرشان به طور نصفه و از پایین‌تنه ظاهر می‌شود. حال ایان و بارلی بیست و چهار ساعت وقت دارند تا یک ماجراجوئی فوق‌العاده را به مکان‌های باستانی انجام دهند تا یک سنگ ققنوس دیگر پیدا کنند و بتوانند نیمه دیگر پدرشان را ظاهرکنند.

## صداپیشگان
- تام هالند در نقش ایان لایت فوت: یک الف جوان که قدرت جادوگری دارد، او برادر کوچک‌تر بارلی و فرزند کوچک لورل و ویلدن است.
- کریس پرت در نقش بارلی لایت فوت: برادر بزرگتر ایان و فرزند اول لورل و ویلدن که علاقه زیادی به کاوش و جادو دارد.
- جولیا لوئی درایفوس در نقش لورل لایت فوت: مادر ایان و بارلی.
- اکتاویا اسپنسر در نقش مانتیکور: یک مردخوار که به منظور کمک به ایان و به کاوش آنها ملحق می‌شود، او صاحب رستوران است که در گذشته کاوشگر بزرگی بود.
- مل رودریگز در نقش کولت برانکو: یک سانتور که نامزد لورل و مأمور پلیس است.
- کایلی بورنهیمر در نقش ویلدن لایت فوت: پدر ایان و بارلی که در نزدیکی تولد ایان در اثر بیماری مرده‌است و ایان و بارلی سعی در برگرداندن او به زندگی به مدت یک روز دارند.
- لنا ویت در نقش اسپکتر: یک سیکلوپ که مأمور پلیس است.
- الی وانگ در نقش جور: یک فائون که مأمور پلیس است.
- گری گریفین در نقش یک پیکسی که رهبر دیگر پیکسی‌ها است.
- تریسی اولمان در نقش گرکلین: یک گابلین که صاحب مغازه عتیقه فروشی است.

## تولید
در ژوئیه ۲۰۱۷، پیکسار اعلام کرد که تولید فیلمی به کارگردانی و نویسندگی دن اسکنلون و تهیه‌کنندگی کوری رائه در حال انجام است.
در ۱۲ دسامبر ۲۰۱۸، تام هالند، کریس پرت، جولیا لوئی درایفوس و اکتاویا اسپنسر به عنوان صداپیشگان معرفی‌شدند و عنوان فیلم اعلام شد. در سال ۲۰۱۹، کیت بونین و جیسون هدلی برای بازنویسی فیلمنامه استخدام شدند. در ۱۷ دسامبر ۲۰۱۸، مل رودریگز، الی وانگ و لنا وایت و در ۱۸ فوریه ۲۰۲۰ تریسی اولمان، کایلی بورنهیمر و گری گریفین به صداپیشگان اضافه شدند. صداپیشگان به جز تام هالند و کریس پرت، خطوط خود را جداگانه ضبط می‌کردند، زیرا طبق گفته اسکنلون هالند و پرت، قبلاً باهم در دنیای سینمایی مارول همکاری داشته‌اند و بعضی از خطوط خود را باهم بداهه می‌گفتند.
این انیمیشن پنجمین فیلم پیکسار است که هیچ انسانی در آن حضور ندارند. تمام شخصیت‌های فیلم، برگرفته از اساطیر کشورهای مختلف است. همچنین ساخت این انیمیشن پنج سال طول‌کشید.

## موسیقی
در ۱۶ آوریل ۲۰۱۹ میخائل دانا و جف دانا به عنوان آهنگ سازان فیلم انتخاب شدند. موسیقی متن فیلم در ۲۸ فوریه ۲۰۲۰ منتشرشد.

### فهرست ترانه
| شماره | نام                                  | مدت  |
| ----- | ------------------------------------ | ---- |
| ۱.    | «مرا با تو برد»                      | ۳:۳۳ |
| ۲.    | «تلاش‌های گذشته»                      | ۰:۵۲ |
| ۳.    | «دنیا پر از شگفتی بود»               | ۱:۳۷ |
| ۴.    | «جادوی کوچک»                         | ۰:۴۳ |
| ۵.    | «اژدهای بد»                          | ۱:۰۳ |
| ۶.    | «ایان جدید»                          | ۲:۳۶ |
| ۷.    | «قدم توانمند من»                     | ۰:۲۲ |
| ۸.    | «تولد من لغو شد»                     | ۰:۴۴ |
| ۹.    | «آرزو می‌کنم روزم را با تو سپری کنم»  | ۱:۴۶ |
| ۱۰.   | «طلسم دیدار»                         | ۳:۳۵ |
| ۱۱.   | «دیدار»                              | ۱:۰۶ |
| ۱۲.   | «جادوی دیدار فقط یک روز است»         | ۰:۵۶ |
| ۱۳.   | «جواهر ققنوس دیگری پیدا کن»          | ۰:۴۹ |
| ۱۴.   | «رفتن به یک کاوش»                    | ۰:۲۴ |
| ۱۵.   | «میخانه مانتیکور»                    | ۰:۴۳ |
| ۱۶.   | «نقشه کلاغ سیاه»                     | ۱:۴۵ |
| ۱۷.   | «دو الف نوجوان»                      | ۰:۳۸ |
| ۱۸.   | «حمله پیکسی‌ها»                       | ۱:۱۸ |
| ۱۹.   | «نفرین نگهبانان»                     | ۰:۴۳ |
| ۲۰.   | «پل امید»                            | ۱:۲۰ |
| ۲۱.   | «قلبت را دنبال کن»                   | ۰:۵۲ |
| ۲۲.   | «زندگی‌ام را با او به اشتراک می‌گذرام» | ۳:۲۴ |
| ۲۳.   | «پدر»                                | ۲:۵۲ |
| ۲۴.   | «جادو بازمی‌گردد»                     | ۲:۴۸ |

## انتشار
این فیلم اولین بار در تاریخ ۲۱ فوریه ۲۰۲۰ در جشنواره بین‌المللی فیلم برلین اکران شد و در تاریخ ۶ مارس ۲۰۲۰ توسط استودیو سینمایی والت دیزنی منتشرشد.

### سانسور
این انیمیشن به دلیل حمایت از دگرباشان، در قسمتی از فیلم کاراکتری همجنسگرا را در انیمیشن قرار داده بود که بخش روسی دیزنی در دوبله روسی که در قسمتی از فیلم که یک افسر پلیس کاراکتر همجنسگرا بود را سانسور کرد و کلمه دوست دختر را در آن حذف کرده بود چون طبق قوانین کشور روسیه تبلیغ‌های همجنسگرایانه برای کودکان درکشور ممنوع اعلام شده بود این فیلم همچنین در بسیاری از کشورهای عربی مانند عربستان سعودی، قطر، کویت و عمان سانسور شد و نسخه بدون سانسور آن ممنوع اعلام شد.
همچنین سازندگان این فیلم، سکانسی را که در آن ایان توسط سه پری دریایی به خلسه می‌رفت را به دلیل ناخوشایند بودن حذف‌کردند.

## بازخورد

### فروش گیشه
به پیش با فروش ۶۱٬۵ میلیون دلار در ایالات متحده و کانادا و ۸۰٫۳ میلیون دلار در مناطق دیگر، در مجموع به فروش ۱۴۱٫۴ میلیون دلار رسیده‌است.
پخش این فیلم مصادف با پاندمی ویروس کرونا شد که باعث تعطیلی رسمی سینماها تنها پس از دو هفته از اکران این انیمیشن شد. بعد از دو هفته، والت دیزنی نسخه دیجیتالی آن را روانه بازار کرد. با این حال، این انیمیشن در هفته اول اکرانش، در صدر پرفروش‌ترین فیلم‌ها قرار گرفت و پرفروش‌ترین انیمیشن ۲۰۲۰ است. همچنین این انیمیشن، در لیست ده فیلم پرفروش سال ۲۰۲۰ در جایگاه نهم قرارگرفت.

### پاسخ انتقادی
در وبگاه جمع‌آوری نقد راتن تومیتوز، ٪۸۸ از ۳۴۳ بررسی منتقدان مثبت است و میانگینِ امتیاز آن ۷٫۲/۱۰ است. اجماع این وبگاه چنین می‌نویسد: «به پیش ممکن است در مقایسه با فیلم‌های کلاسیک پیکسار رنج ببرد، اما این فیلم استفاده مؤثری از فرمول این استودیو می‌کند و به عنوان یک ماجراجویی پویانمایی خنده‌دار، دل‌گرم و خیره‌کننده، از شایستگی‌های خود دفاع می‌کند.» این فیلم در متاکریتیک که از میانگین وزنی استفاده می‌کند، بر اساس نظر ۵۶ منتقدین امتیاز ۶۱ از ۱۰۰ را کسب کرده که نشان‌گر «نقدهای عموماً مطلوب» است.

## جوایز
| سال  | جایزه                          | دسته‌بندی                              | دریافت‌کننده(ها)                    | نتیجه    |
| ---- | ------------------------------ | ------------------------------------- | ---------------------------------- | -------- |
| ۲۰۲۰ | جایزه فیلم و تلویزیون بی ام ای | بهترین موسیقی                         | میخائل دانا و جف دانا              | پیروز    |
| ۲۰۲۰ | جایزه برگزیده مردم             | بهترین فیلم خانوادگی سال ۲۰۲۰         | به پیش                             | پیروز    |
| ۲۰۲۰ | جشنواره بین‌المللی فیلم دوبلین  | بهترین پویانمایی                      | به پیش                             | پیروز    |
| ۲۰۲۰ | انجمن منتقدان فیلم سن دیگو     | بهترین پویانمایی                      | به پیش                             | نامزدشده |
| ۲۰۲۰ | انجمن منتقدان فیلم شیکاگو      | بهترین پویانمایی                      | به پیش                             | نامزدشده |
| ۲۰۲۰ | حلقه منتقدان فیلم نیویورک      | بهترین پویانمایی                      | به پیش                             | نامزدشده |
| ۲۰۲۰ | انجمن منتقدان هالیوود          | بهترین پوستر                          | به پیش                             | نامزدشده |
| ۲۰۲۰ | انجمن منتقدان فیلم سنت لوئیس   | بهترین پویانمایی                      | به پیش                             | نامزدشده |
| ۲۰۲۰ | جامعه منتقدان فیلم هیوستون     | بهترین پویانمایی                      | به پیش                             | نامزدشده |
| ۲۰۲۱ | جوایز گزینش منتقدان فیلم       | بهترین پویانمایی                      | به پیش                             | نامزدشده |
| ۲۰۲۱ | جوایز گزینش منتقدان فیلم       | بهترین صداپیشه مرد                    | کریس پرت                           | نامزدشده |
| ۲۰۲۱ | جوایز گزینش منتقدان فیلم       | بهترین صداپیشه مرد                    | تام هالند                          | نامزدشده |
| ۲۰۲۱ | جوایز گزینش منتقدان فیلم       | بهترین صداپیشه زن                     | اکتاویا اسپنسر                     | نامزدشده |
| ۲۰۲۱ | جایزه گرمی                     | بهترین موسیقی                         | مرا با تو برد                      | نامزدشده |
| ۲۰۲۱ | جایزه اسکار                    | بهترین فیلم پویانمایی                 | دن اسکنلون                         | نامزدشده |
| ۲۰۲۱ | جایزه آنی                      | بهترین فیلم پویانمایی                 | کوری رائه                          | نامزدشده |
| ۲۰۲۱ | جایزه آنی                      | بهترین نویسندگی در تولید یک فیلم بلند | دن اسکنلون، جیسون هدلی و کیت یونین | نامزدشده |
| ۲۰۲۱ | جایزه آنی                      | بهترین صداپیشه                        | تام هالند                          | نامزدشده |
| ۲۰۲۱ | جایزه آنی                      | بهترین موسیقی فیلم                    | میخائل دانا                        | نامزدشده |
| ۲۰۲۱ | جایزه آنی                      | بهترین طراحی شخصیت                    | شان چاکو                           | نامزدشده |
| ۲۰۲۱ | جایزه آنی                      | بهترین جلوه‌های بصری                   | برت بدی                            | نامزدشده |
| ۲۰۲۱ | جایزه بفتا                     | بهترین فیلم پویانمایی                 | دن اسکنلون                         | نامزدشده |
| ۲۰۲۱ | جایزه گلدن گلوب                | بهترین فیلم پویانمایی                 | دن اسکنلون                         | نامزدشده |
| ۲۰۲۱ | انجمن منتقدان کارولینای شمالی  | بهترین پویانمایی                      | به پیش                             | نامزدشده |
| ۲۰۲۱ | انجمن منتقدان موسیقی فیلم      | بهترین پویانمایی                      | به پیش                             | نامزدشده |